# Wood Norton (Norfolk)
Pour les articles homonymes, voir Wood Norton.
Wood Norton est un village et une paroisse civile du Norfolk, en Angleterre.